# Trichopsathyrus
Trichopsathyrus is een kevergeslacht uit de familie van de boktorren (Cerambycidae). De wetenschappelijke naam van het geslacht werd voor het eerst geldig gepubliceerd in 1958 door Breuning.

## Soorten
Trichopsathyrus is monotypisch en omvat slechts de volgende soort:
- Trichopsathyrus modestus (Distant, 1898)